# Athener Trilogie
Die Athener Trilogie ist ein Ensemble dreier öffentlicher Gebäude an der Panepistimiou-Straße in Athen auf halbem Weg zwischen dem Syntagma-Platz und dem Omonia-Platz. Das klassizistische Ensemble besteht aus der Bibliothek, der Universität und der Akademie. Die Finanzierung der prachtvollen Gebäude erfolgte durch private Spenden. Der Name „Athener Trilogie“ stammt von Theophil Hansen.

## Bedeutung
Die Athener Trilogie bildete mit Universität, Akademie und Bibliothek bis in das 20. Jahrhundert das geistige Zentrum der Stadt. Wenngleich die Gebäude bis heute von den Institutionen genutzt werden, ist ein Großteil der Funktionen auf viele Gebäude (zum Teil außerhalb der Stadt) verteilt.
Alle drei Gebäude folgen im Formenkanon ausschließlich griechischen antiken Vorbildern und zwar in einer Strenge, wie es selbst für den Klassizismus außergewöhnlich ist. Da in Athen viele antike Bauten erhalten sind, wäre das noch nichts Außergewöhnliches. Bemerkenswert ist jedoch die Farbigkeit der Bauten, die mit Fresken und bemalten Friesen – noch dazu auf dem Originalmaterial Pentelischer Marmor – ein gutes Bild von der Qualität des antiken Bauens vermittelt.

## Bauten

Athener Trilogie (nach baulicher Anordnung)
Die Bibliothek
Die Universität
Die Akademie

### Universität
Die von 1839 bis 1842 errichtete Universität war eines der ersten Projekte, die von König Otto initiiert wurden. Das Gebäude war für die 1837 gegründete Nationale und Kapodistrias-Universität Athen geplant. Finanziert wurde das Gebäude aus Spenden. Als Architekt wurde der noch junge dänische Architekt Theophil Hansen beauftragt, welcher seit einem Jahr eine Studienzeit in Athen verbrachte. Einen Großteil des Entwurfs übernahm sein um 10 Jahre älterer Bruder Hans Christian Hansen, welcher ihn dem Athener Stadtplaner Eduard Schaubert empfohlen hatte. Ungewöhnlich war, dass beide als Studienort der Antike Athen ausgewählt hatten und nicht wie viele Zeitgenossen im mondäneren Rom blieben.
Der Grundriss des Gebäudes ist T-förmig, aus der Ferne wirkt das Gebäude bis auf den Portikus schmucklos und einfach, im Inneren zeigt sich eine sehr komplexe Ornamentik. Erstmals wurden an einem Gebäude Architekturelemente der Antike, beispielsweise die Kassettendecke der Propyläen, exakt kopiert und in einem neuen Kontext gesetzt. Dies ist vermutlich darauf zurückzuführen, dass Hansen zum Studium antiker Bauten nach Athen gekommen war und als Architekt auch die Wiederaufrichtung des Niketempels betreut hatte. Die Fresken der Vorhalle hatte Carl Rahl entworfen, ausgeführt wurden diese jedoch posthum von Eduard Lebiedzki.

### Akademie
1846 war Hansen nach Wien gezogen, um Bauaufgaben des Barons von Sina zu betreuen. Er schickte daher seinen Mitarbeiter Ernst Ziller nach Athen, der die lokale Betreuung übernahm. Wie zuvor Hansen konnte sich nun auch Ziller als eigenständiger Architekt profilieren und eröffnete in Athen ein eigenes Architekturbüro.
Die Akademie von Athen wurde als zweites Gebäude der Trilogie 1856 errichtet, gestiftet wurde das als Akademie Sinea bezeichnete Gebäude von Simon von Sina. Erneut wurde Theophil Hansen als Architekt beauftragt, die Wandmalereien führte der österreichische Maler Christian Griepenkerl aus, der zuvor Schüler von Carl Rahl war. Die Kassettendecke ist dem Erechtheion auf der Akropolis nachempfunden. Alle drei Gebäudeflügel weisen eine leichte Kurvatur auf, ein Gestaltungsprinzip der Antike, auf das sonst aus Gründen des Aufwandes im Klassizismus eigentlich verzichtet wurde.

### Nationalbibliothek
Als letztes Gebäude entstand von 1885 bis 1891 die Griechische Nationalbibliothek, gestiftet von Panayis Vagliano und ebenfalls von Theophil Hansen und Ernst Ziller entworfen. Als Gebäude mit drei Flügeln entspricht die Nationalbibliothek zur Linken der Akademie zur Rechten. Anders als bei dieser folgt die Ausführung einer sehr strengen Form des Klassizismus und einem Portikus, der an das Theseion angelehnt ist. Erst innen ist die Formensprache etwas lockerer. Bezogen wurde das Gebäude erst 1902. Wegen Platzmangels zog die Nationalbibliothek 2016 ins neue Kulturzentrum der Stavros-Niarchos-Stiftung im südwestlichen Stadtteil Kallithea um. Das historische Gebäude gehört jedoch weiterhin zur Nationalbibliothek und beherbergt nun die Zeitschriftensammlung.

## Details

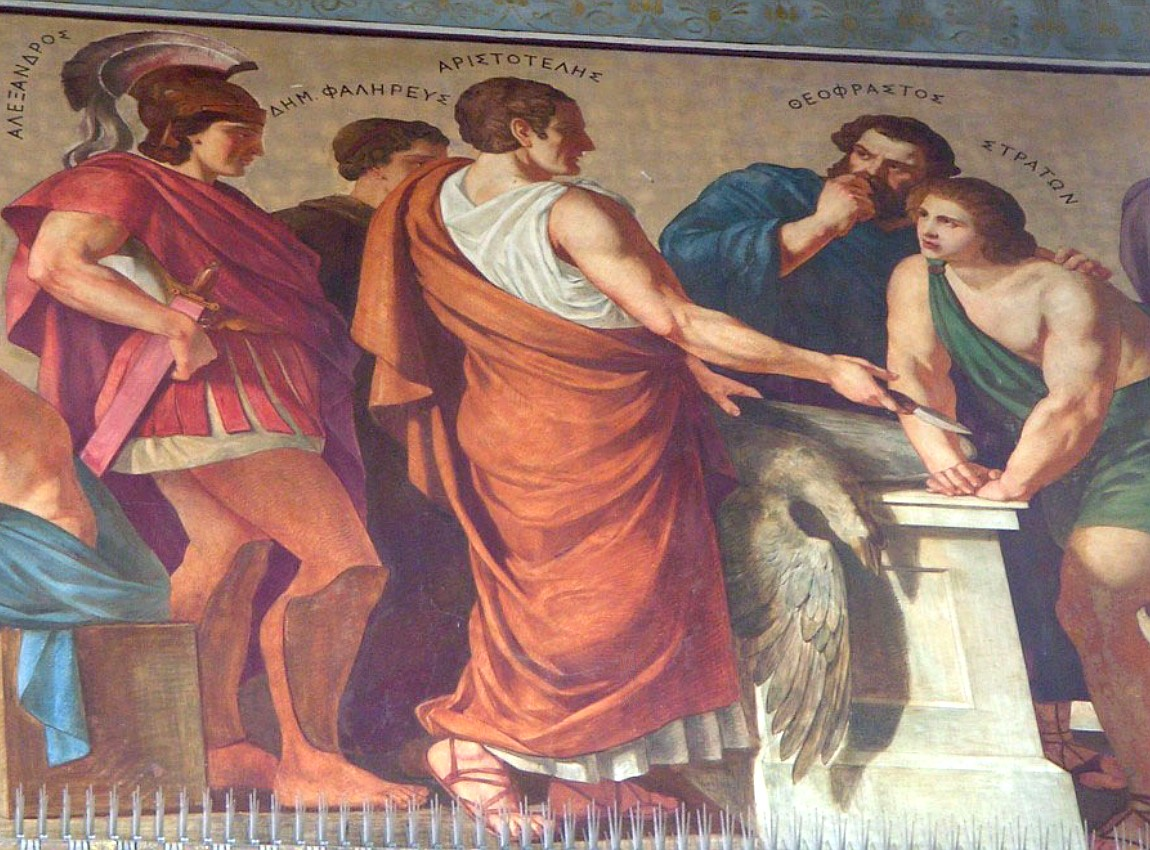
Ein Fresko von Carl Rahl und Eduard Lebiedzki in der Universität
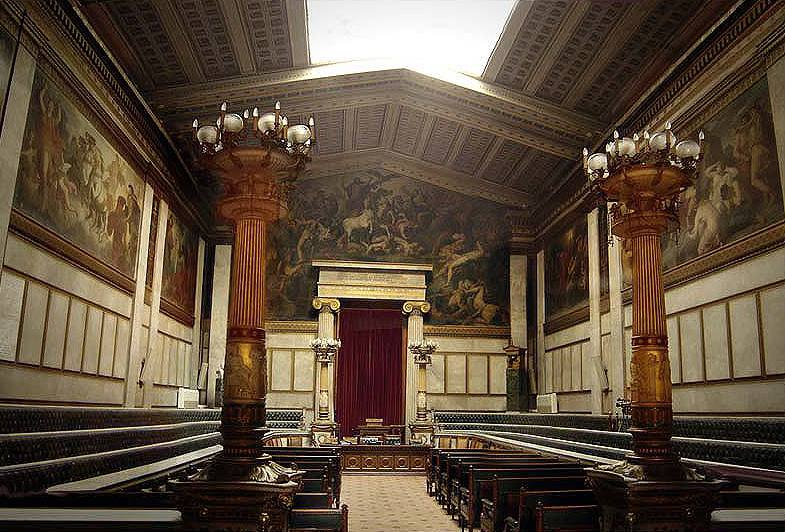
Malereien in der Akademie von Christian Griepenkerl
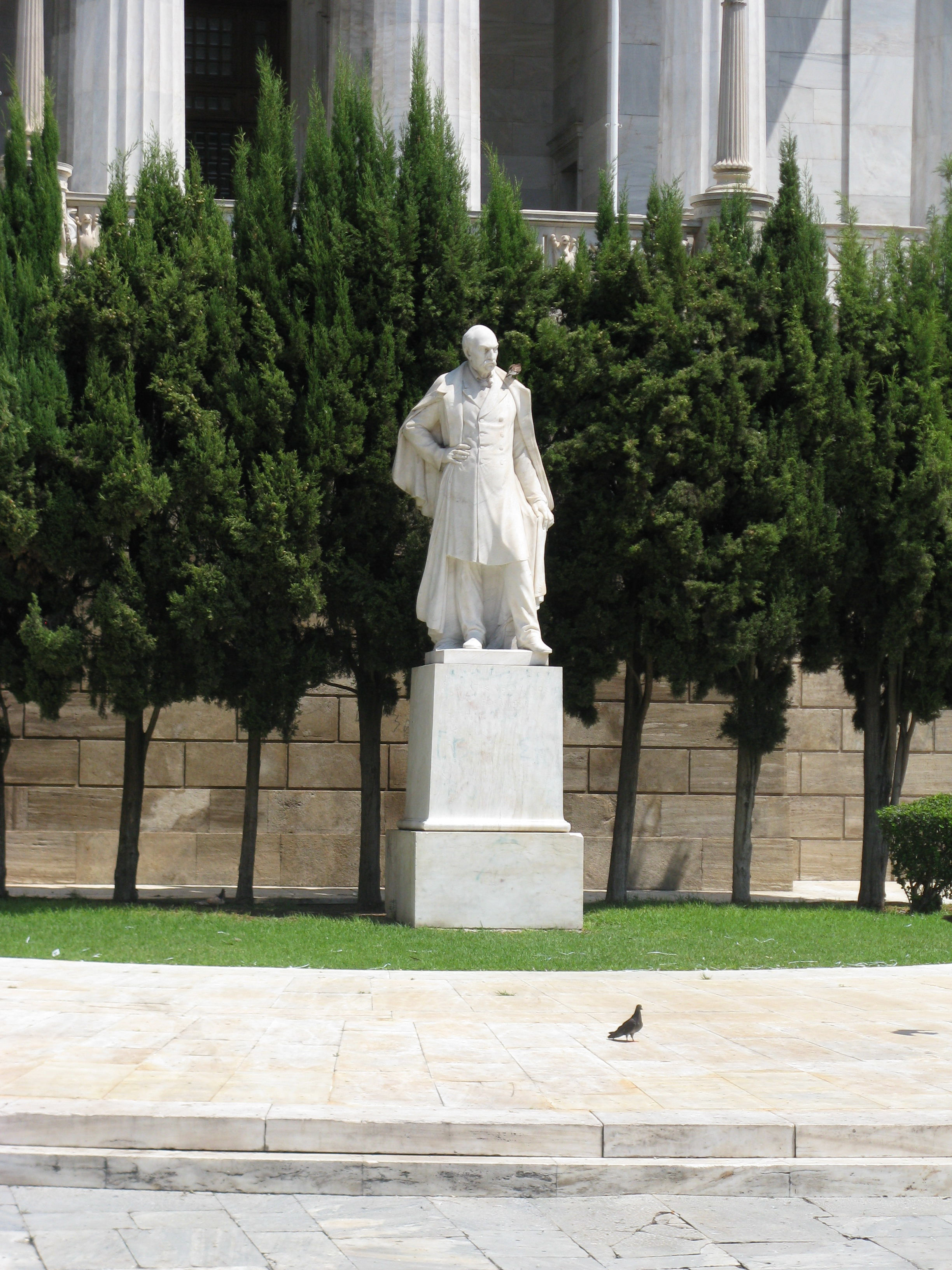
Skulptur des Bildhauers Georgios Bonanos vor der Bibliothek
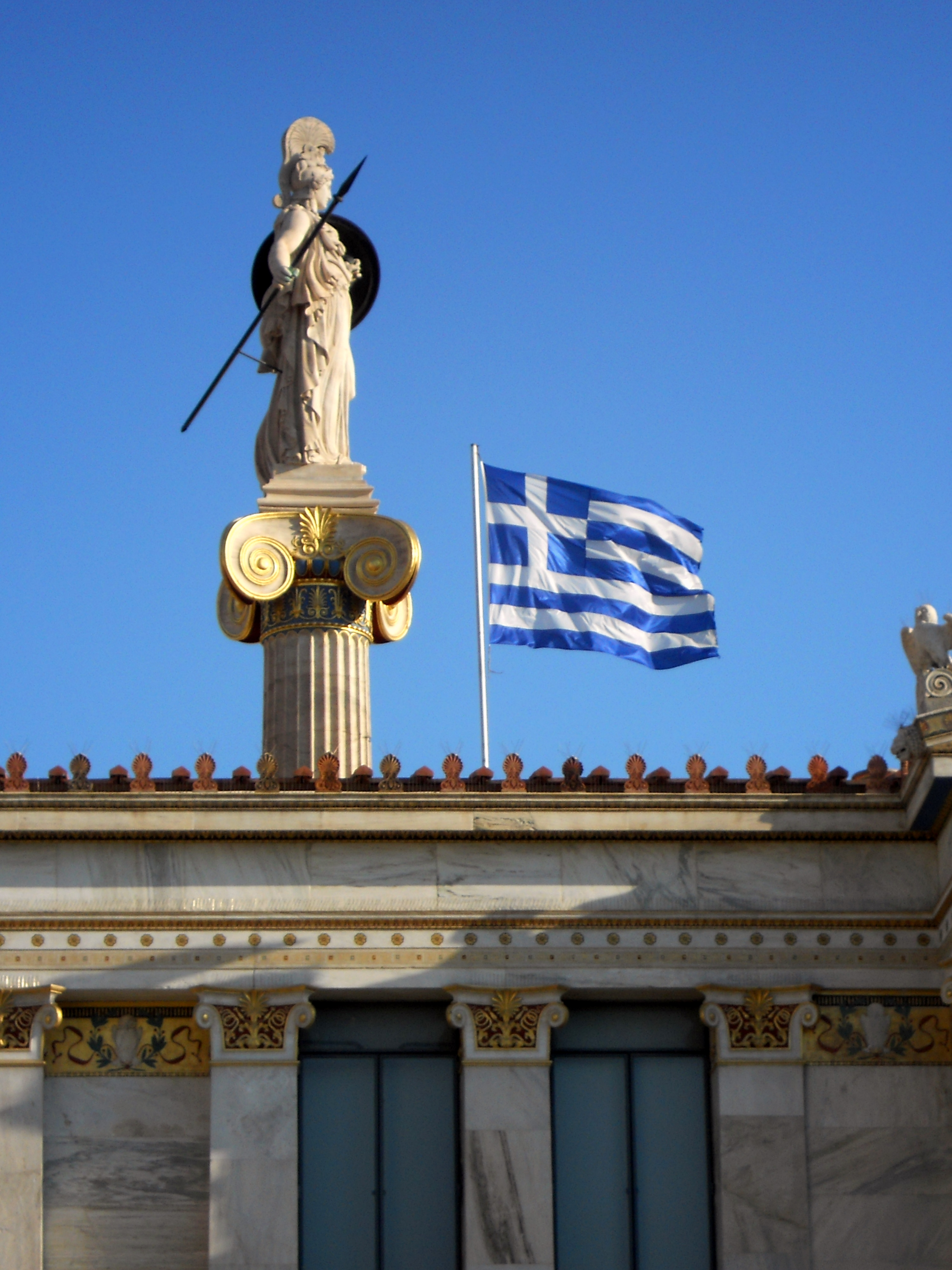
Athena-Statue an der Akademie
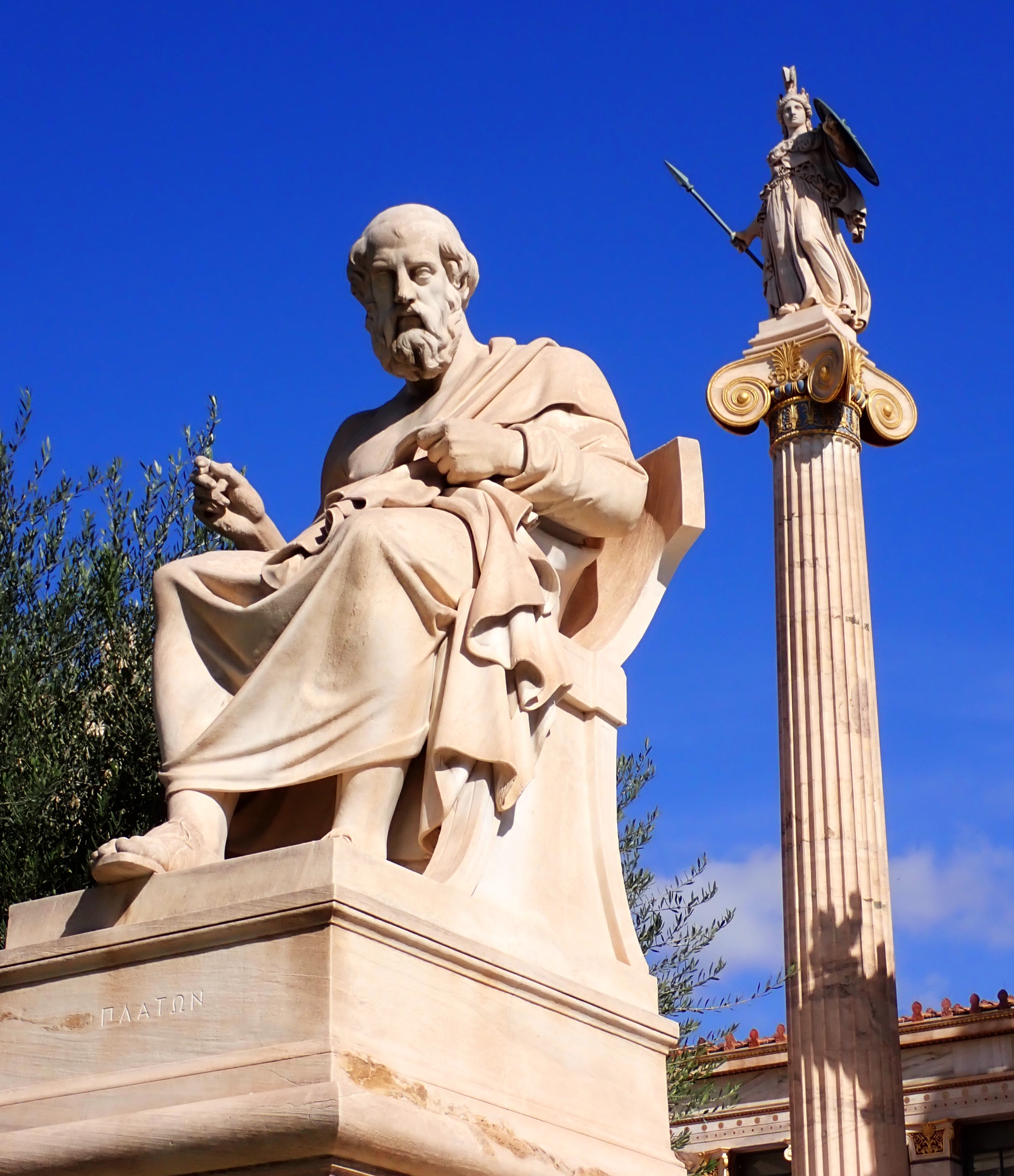
Platon-Statue vor Eingang der Akademie
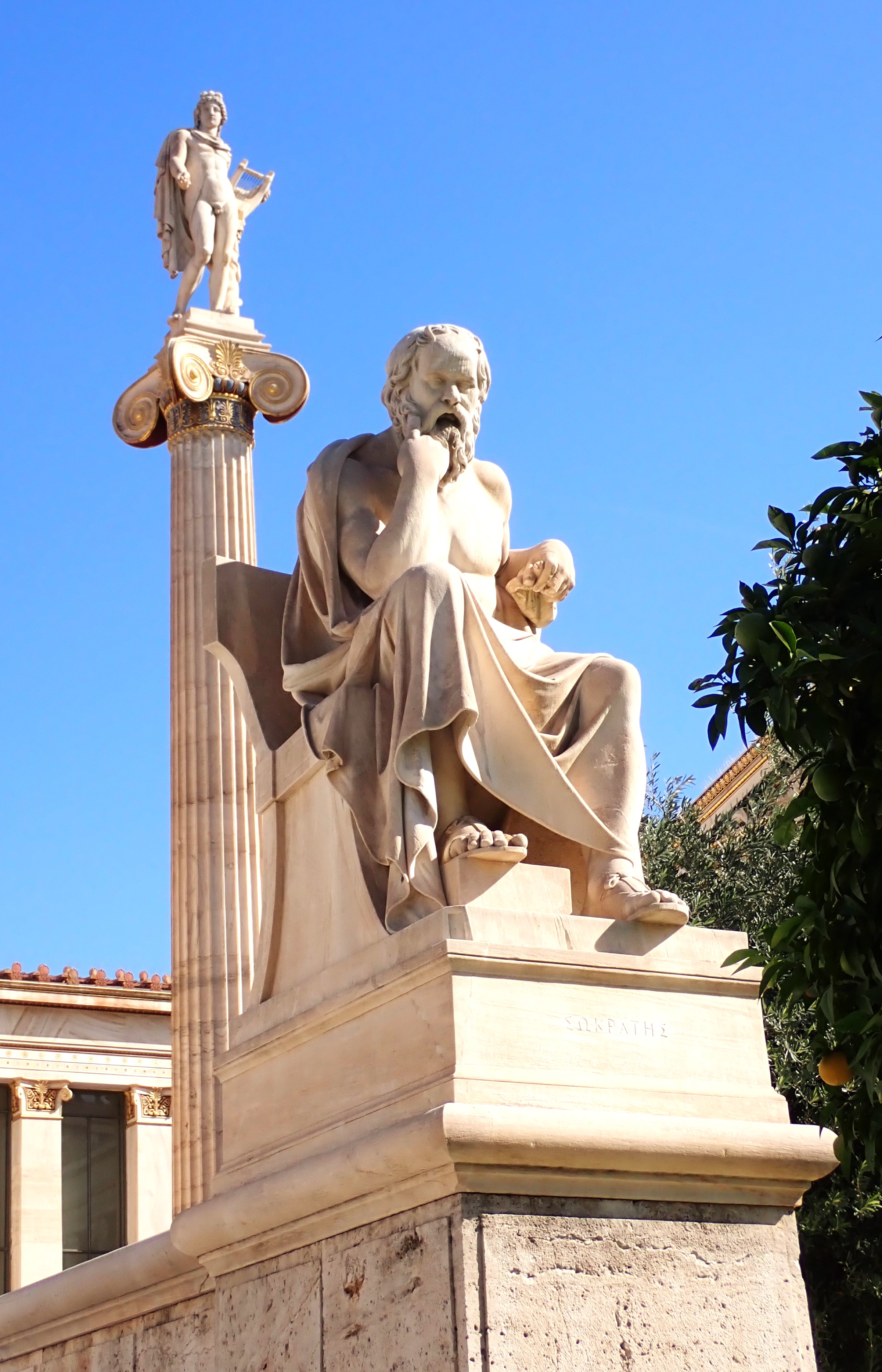
Sokrates-Statue vor Eingang der Akademie

## Quelle
- http://www.thomasgransow.de/Athen/Klassizismus/Athener_Trilogie.html Abgerufen am 15. Februar 2011

Koordinaten: 37° 58′ 51″ N, 23° 44′ 0″ O